# Rękopis Stanisława Augusta
Rękopis Stanisława Augusta lub Kodeks Stanisława Augusta – papierowy kodeks spisany najpóźniej w połowie XV wieku, przechowywany w Bibliotece Narodowej (sygn. III 3001). Zawiera jeden z dziewięciu zachowanych rękopisów Wielkiej Kroniki i dwóch zachowanych rękopisów Spominek o Ciołkach. Przez mediewistów oznaczany jest siglum „St”.

## Opis rękopisu
Kodeks jest papierowy, ma wymiary 27,5×20 cm. Liczy 267 stron. Początkowo spisano go jako część większego kodeksu. Tekst został zapisany starannie jedną ręką, w dwóch kolumnach, bastardą typową dla pierwszej połowy XV wieku. Tytuły, inicjały oraz rubrykowanie zostały zakreślone minią. Kopista używał tępego pióra, kreśląc nim litery o stosunkowo dużej wielkości.
Oprawa została wykonana w drugiej połowie XVIII wieku. Na wierzchniej okładce widnieją złocone herby króla i królestwa, na spodniej napis: Stanislaus Augustus Rex Poloniarum Saeculorum Posteritati vindicat. Na grzbiecie odciśnięto: Boguphali Chronica Polonorum.
W XVIII wieku dodano dwie karty, pierwszą i ostatnią, na których Jan Daniel Janocki streścił zawartość kodeksu, przypisał autorstwo jego tekstu biskupowi poznańskiemu Bogufałowi II i datował rękopis na wiek XIV.
Karta druga, czyli pierwsza pierwotnego kodeksu, została wklejona ponownie. Znajdują się na niej noty własnościowe. Ręką z XVI wieku zapisano: Chronika Joannis Brigar de Ossiek vicarii perpetui et altariste Altaris Tituli Ste Mariae virginis visitacionis Ecclesiae Catedralis Cracoviensis quam mutuo accepit a magnifico Andrea de Kosczielecz. Poniżej znajduje się wpis ręką z XVII wieku: Ex libris Chrostophori Masini. W XVIII wieku ręką Andrzeja Stanisława Załuskiego dopisano: Boguphali II Episc. Poznan c i obok Boguphali Episcopi Posnaniensis.
Ostatnia karta pierwotnego kodeksu została obcięta przy dolnym brzegu, na zakończeniu Wielkiej kroniki. Badacze twierdzą na tej podstawie, że pierwotny kodeks został podzielony na tej karcie, a dalej przekopiowano w XV wieku inny, niezachowany tekst.

## Historia rękopisu
Badacze uważają, że cechy kodeksu i jego zawartość wskazują na skopiowanie go w skryptorium gnieźnieńskim, działającym przy tamtejszej kapitule katedralnej. Przepisanie Spominek o Ciołkach pozwala przypuszczać, że inicjatorem powstania kodeksu był biskup poznański od 1432 roku, a wcześniej wieloletni kanclerz Władysława Jagiełły, Stanisław Ciołek. Kopiowanie rękopisu ukończono najpóźniej około połowy XV wieku.
Na początku XVI wieku kodeks trafił z rąk Andrzeja Kościeleckiego, kasztelana wojnickiego i podskarbiego wielkiego koronnego, do Jana z Osieka, wikariusza krakowskiego. W XVII wieku rękopis był w posiadaniu Krzysztofa Massiniego, sekretarza króla Władysława IV. W pierwszej połowie XVIII wieku zakupił go biskup krakowski i kanclerz wielki koronny Andrzej Załuski. Załuski przekazał kodeks królowi Stanisławowi Augustowi Poniatowskiemu, prawdopodobnie dlatego, że Poniatowscy wywodzili swoją genealogię od Ciołków. W ten sposób rękopis przeszedł z Biblioteki Załuskich do Biblioteki Stanisława Augusta.
W 1796 roku Stanisław August, po abdykacji, wywiózł kodeks do Petersburga. Po jego śmierci w tamtejszej bibliotece umieszczono go w zbiorze „Archiwum Królestwa Polskiego”. Podczas rokowań ryskich w 1921 roku strona polska zażądała skutecznie od Rosjan zwrotu kodeksu, który po zawarciu pokoju został przewieziony do Warszawy. Tam wcielono go do zbiorów Biblioteki Narodowej – pierwotnie pod sygnaturą III 4001, zmienioną później na III 3001.

## Zawartość
Większą część kodeksu zajmuje Wielka kronika, zatytułowana w rękopisie Chronica magna Lechitarum et Polonorum. Na Wielką kronikę w redakcji Rękopisu Stanisława Augusta składają się Kronika wielkopolska do 1272 roku (p. 2-121), Rocznik krótki (p. 121-122), Kronika Janka z Czarnkowa (p. 122-242), Kronika krakowska (p. 253, 242-250), zapiski z roku 1333 (wydawane jako rozdziały 1 i 2 Kroniki Janka z Czarnkowa) dotyczące śmierci Władysława Łokietka i koronacji Kazimierza Wielkiego (p. 250-251), fragmenty Spominek gnieźnieńskich (p. 252-253), Kalendarz i spominki włocławskie (p. 256-259) oraz Rocznik kapituły poznańskiej (p. 259-260).
Wielką kronikę kończy zachowana tylko w Rękopisie Stanisława Augusta notatka o śmierci biskupa krakowskiego Wisława w 1242 roku.
Od karty 253 rozpoczyna się tekst rozpoczynający się od słów De Andrea palatino Mazovie dicti Czolek. Są to tak zwane Spominki o Ciołkach (lub Kronika o Ciołkach), które zajmują cztery karty. Jest to jedna z dwóch zachowanych kopii tego dzieła, druga znajduje się w Rękopisie Sędziwoja.

## Badania
W XIX wieku rękopis badał w Petersburgu Wojciech Kętrzyński, na którego ustaleniach oparł swoje wydania, między innymi Kroniki wielkopolskiej i Spominek o Ciołkach, August Bielowski. W XX wieku kodeks badał Władysław Semkowicz, a po nim Brygida Kürbis, przygotowując wydanie roczników wielkopolskich.